# Rally Championship (jeu vidéo, 2003)
Pour les articles homonymes, voir Rally Championship.
Rally Championship est un jeu de course développé par Warthog Games et publié par SCI Entertainment. 
Il propose une course de simulation de rallye avec un jeu orienté arcade, six rallyes et 33 parcours dans différentes régions du globe, 25 voitures licenciées et également un mode 4 joueurs.